# 克里斯·杜阿爾特
克里斯·席爾雷特·杜阿爾特（西班牙語：Christopher Theoret Duarte，1997年6月13日—）為多明尼加職業籃球運動員，場上主打得分後衛位置，現效力於NBA芝加哥公牛。大學就讀西北佛羅里達州立大學，後轉學至奧瑞岡大學效力於奧瑞岡鴨子隊，在2021年NBA選秀中以首輪第13顺位被印第安那溜馬选中。2019年被國家籃球教練協會評選為年度最佳NJCAA球員。2021年獲得傑里·韋斯特獎。

## 高中生涯
杜阿爾特出生於加拿大蒙特婁並於多米尼加共和國普拉塔港成長。高中時隨家人搬到美國紐約，在特洛伊的救贖基督教學院接續他最後兩年的高中籃球生涯。在高中時參加了2017年喬丹經典賽區域賽事。杜阿爾特被247Sports評為紐約第五優秀的球員，他最初承諾為西肯塔基大學效力，但最終於西北佛羅里達州立大學開始大學籃球生涯。

## 大學生涯

### 西北佛羅里達州立大學
大一賽季杜阿爾特場均出賽23.3分鐘，可得到12.1分、6.7個籃板和2次抄截，獲得了全潘漢德爾聯盟第一隊的榮譽，並幫助球隊晉級NJCAA一級錦標賽的八強。 2018年9月20日，他宣佈在西北佛羅里達州立大學再打一賽季後，將轉學至NCAA一級的奧瑞岡大學。
大二賽季杜阿爾特場均可得到19分、7.1個籃板和2.5次助攻，幫助球隊再次晉級NJCAA一級錦標賽的八強。他在對棕櫚灘州立學院的比賽中11投13中，得到32分。他被NABC為NJCAA年度最佳球員，並獲選NJCAA一級年度第一隊。杜阿爾特也被媒體和教練投票評選為潘漢德爾聯盟年度最佳球員。

### 奧瑞岡大學
大三賽季杜阿爾特代表奧瑞岡大學出賽，2019年11月5日，他在對陣加州大學弗雷斯諾分校的比賽中首次登場，獲得16分以71-57贏下比賽。12月29日，杜阿爾特在對上阿拉巴馬州立大學的比賽中得到大三賽季最高的31分，其中15投12中，三分球9投6中，並有6次助攻和5個籃板，最終以98-59取得勝利。隔天被評選為Pac-12單週最佳球員。2020年1月23日，杜阿爾特在對上南加州大學的比賽中獲得30分、11個籃板和8次抄截，以79-70贏得比賽。同時創下了馬修騎士競技場的單場抄截記錄，成為自1999年尼亞加拉大學的阿爾文·楊以來第一位至少得到30分、11個籃板和8次抄截的一級聯盟球員。杜阿爾特隨後再次被評為Pac-12單週最佳球員和美國籃球作家協會（USBWA）全國單周最佳球員。他在大三賽季場均可得到12.9分、5.6個籃板和1.7次抄截，同時獲得Pac-12第一隊榮譽獎和Pac-12防守第一隊榮譽獎。
大四賽季杜阿爾特帶領球隊晉級NCAA男子一級十六強賽。2021年4月3日，杜阿爾特被評為2021年傑里·韋斯特獎的獲獎者，此獎用也於評選男子大學籃球最佳得分後衛。杜阿爾特還被美聯社評為Pac-12年度最佳球員和Pac-12全美第三隊。同時入選Pac-12年度第一隊和Pac-12年度防守第一隊。
2021年3月29日，奧瑞岡隊總教練達納·奧特曼在新聞發布會上表示杜阿爾特將參加2021年的NBA選秀。

## 職業生涯

### 印第安那溜馬（2021–2023）
2021年7月29日，杜阿爾特在2021年NBA選秀中以首輪第13順位被印第安那溜馬選中，8月4日與溜馬隊簽約。杜阿爾特在夏季聯盟的首次登場即獲得14分、2籃板、3助攻、2抄截、2阻攻的全方位表現。

### 沙加緬度國王（2023–2024）
2023年7月6日，杜阿爾特被交易到沙加緬度國王換取未來兩個第二輪選秀權。

## 生涯數據

### NBA
| 賽季    | 球隊 | GP  | GS | MPG  | FG%  | 3P%  | FT%  | RPG | APG | SPG | BPG | PPG  |
| ------- | ---- | --- | -- | ---- | ---- | ---- | ---- | --- | --- | --- | --- | ---- |
| 2021–22 | IND  | 55  | 39 | 28.0 | .432 | .369 | .804 | 4.1 | 2.1 | 1.0 | .2  | 13.1 |
| 2022–23 | IND  | 46  | 12 | 19.5 | .369 | .316 | .847 | 2.5 | 1.4 | .5  | .2  | 7.9  |
| 生涯    | 生涯 | 101 | 51 | 24.1 | .410 | .347 | .821 | 3.4 | 1.8 | .8  | .2  | 10.7 |

### 大學

#### NCAA一級
| 賽季    | 球隊   | GP | GS | MPG  | FG%  | 3P%  | FT%  | RPG | APG | SPG | BPG | PPG  |
| ------- | ------ | -- | -- | ---- | ---- | ---- | ---- | --- | --- | --- | --- | ---- |
| 2019–20 | 奧瑞岡 | 28 | 28 | 30.1 | .414 | .336 | .795 | 5.6 | 1.6 | 1.7 | .5  | 12.9 |
| 2020-21 | 奧瑞岡 | 26 | 26 | 34.1 | .532 | .424 | .810 | 4.6 | 2.7 | 1.9 | .8  | 17.1 |
| 生涯    | 生涯   | 54 | 54 | 32.0 | .473 | .380 | .803 | 5.1 | 2.1 | 1.8 | .7  | 14.9 |

#### NJCAA
| 賽季    | 球隊     | GP | GS | MPG  | FG%  | 3P%  | FT%  | RPG | APG | SPG | BPG | PPG  |
| ------- | -------- | -- | -- | ---- | ---- | ---- | ---- | --- | --- | --- | --- | ---- |
| 2017–18 | 西北佛州 | 32 | 1  | 23.3 | .546 | .367 | .700 | 6.7 | 1.8 | 2.0 | .4  | 12.1 |
| 2018–19 | 西北佛州 | 33 | 33 | 31.1 | .541 | .400 | .808 | 7.1 | 2.5 | 1.2 | 1.1 | 19.0 |
| 生涯    | 生涯     | 65 | 34 | 27.2 | .543 | .388 | .765 | 6.9 | 2.2 | 1.6 | .7  | 15.6 |

## 外部連結
- 克里斯·杜阿爾特在NBA官網（英语）
- 克里斯·杜阿爾特在NBA G聯盟官網（英语）
- 克里斯·杜阿爾特在Basketball-Reference.com（NBA）（英语）
- 克里斯·杜阿爾特在Basketball-Reference.com（NBA G聯盟）（英语）
- 克里斯·杜阿爾特在Sports-Reference.com（NCAA）（英语）
- 克里斯·杜阿爾特在ESPN（NBA）（英语）
- 克里斯·杜阿爾特在Eurobasket.com（球員）（英语）
- 克里斯·杜阿爾特在Proballers（英语）
- 克里斯·杜阿爾特在RealGM（英语）